# Cephalodella nelitis
Cephalodella nelitis är en hjuldjursart som beskrevs av Myers 1924. Cephalodella nelitis ingår i släktet Cephalodella och familjen Notommatidae. Inga underarter finns listade i Catalogue of Life.